# Carpentaria Highway
Carpentaria Highway - odcinek drogi krajowej Highway 1 i Savannah Way, o długości 381 km, w Australii, na obszarze Terytorium Północnego. Droga łączy miejscowość Daly Waters, przy skrzyżowaniu z drogą krajową Stuart Highway z miejscowością Borroloola.
W osadzie Cape Crawford krzyżuje się z drogą stanową nr 11, Tablelands Highway.